# Inga poeppigiana
Inga poeppigiana är en ärtväxtart som beskrevs av George Bentham. Inga poeppigiana ingår i släktet Inga och familjen ärtväxter. Inga underarter finns listade i Catalogue of Life.